# Андора на Светском првенству у атлетици у дворани 2008.
Андора је учествовала на 12. Светском првенству у атлетици у дворани 2008. одржаном у Валенсији од 7. до 9. марта. То је било седмо светско првенство у дворани на којем је Андора учествовала. Репрезентацију Андоре представљала је једна атлетичарка, који се такмичила у трци на 800 метара.
На овом првенству Андора није освојила ниједну медаљу. Није било нових националних, личних и рекорда сезоне.

## Учесници
Жене:
- Наталија Гаљего — 800 м

## Резултати

### Жене
| Атлетичар       | Дисциплина | Лични рекорд | Квалификација | Квалификација | Полуфинале           | Полуфинале           | Финале               | Финале       | Детаљи |
| Атлетичар       | Дисциплина | Лични рекорд | Резултат      | Место         | Резултат             | Место                | Резултат             | Место        | Детаљи |
| --------------- | ---------- | ------------ | ------------- | ------------- | -------------------- | -------------------- | -------------------- | ------------ | ------ |
| Наталија Гаљего | 800 м      | 2:13,0       | 2:15,97       | 5. у гр. 1    | Није се квалификовао | Није се квалификовао | Није се квалификовао | 19 / 19 (20) |        |